# Старое Село (Белыничский район)
Ста́рое Село́ (бел. Старое Сяло) — деревня в составе Головчинского сельсовета Белыничского района Могилёвской области Республики Беларусь. Население — 90 человек (2009).

## География

### Расположение
В 20 км на северо-восток от Белынич, в 26 км от областного центра и железнодорожной станции Могилёв.

### Гидрография
Восточнее деревни протекает река Вабич — приток Друти.

## Транспортная система
Транспортная связь по автодороге Круглое — Могилёв. Главная улица является частью автодороги. От её на север отходит другая улица. На юго-востоке находится обособленная часть деревни. Застройка двухсторонняя, деревянными домами усадебного типа.

## История
По письменным источникам известна с XVI века. В 1573 году отдана костёлу в Головчине. В 1667 году — имение в Оршанском повете Витебского воеводства Великого княжества Литовского. В 1681 году действовали фольварк, мельница и церковь.
После 1-го раздела Речи Посполитой (1772 год) находилась в составе Российской империи. В 1785 году — владение помещика и доминиканского монастыря в Головчине, 22 двора, 109 жителей, в Могилёвском уезде Могилёвской губернии. В 1834 году — центр казённого имения. В 1897 году в деревне было 28 дворов, 183 жителя, в Нежковской волости Могилёвского уезда Могилёвской губернии. Рядом существовали одноимённые околица (8 дворов, 35 жителей) и усадьба (1 двор, 9 жителей).
С февраля до октября 1918 года оккупирована германской армией. В 1930 году организован колхоз «XVI партсъезд». 2 июля 1941 года оккупирована немецко-фашистскими захватчиками. Во время Великой Отечественной войны на фронтах погибли 19 местных жителей, в партизанской борьбе — 5. Освобождена 29 июня 1944 года.
В 1986 году — в составе колхоза «Наша победа» с центром в Головчине. Действовали начальная школа и магазин.

## Население

### Численность
- 2009 год — 90 жителей.

### Динамика
- 1785 год — 22 двора, 109 жителей.
- 1834 год — 123 жителя.
- 1897 год — 28 дворов, 183 жителя; в околице — 8 дворов, 35 жителей; в усадьбе — 1 двор, 9 жителей.
- 1909 год — 30 дворов, 218 жителей; в околице — 5 дворов, 36 жителей.
- 1926 год — 58 дворов, 279 жителей.
- 1959 год — 212 жителей.
- 1970 год — 190 жителей.
- 1986 год — 145 жителей.
- 2002 год — 57 дворов, 125 жителей[2].
- 2007 год — 54 двора, 99 жителей.
- 2009 год — 90 жителей.